# Greg Mulholland

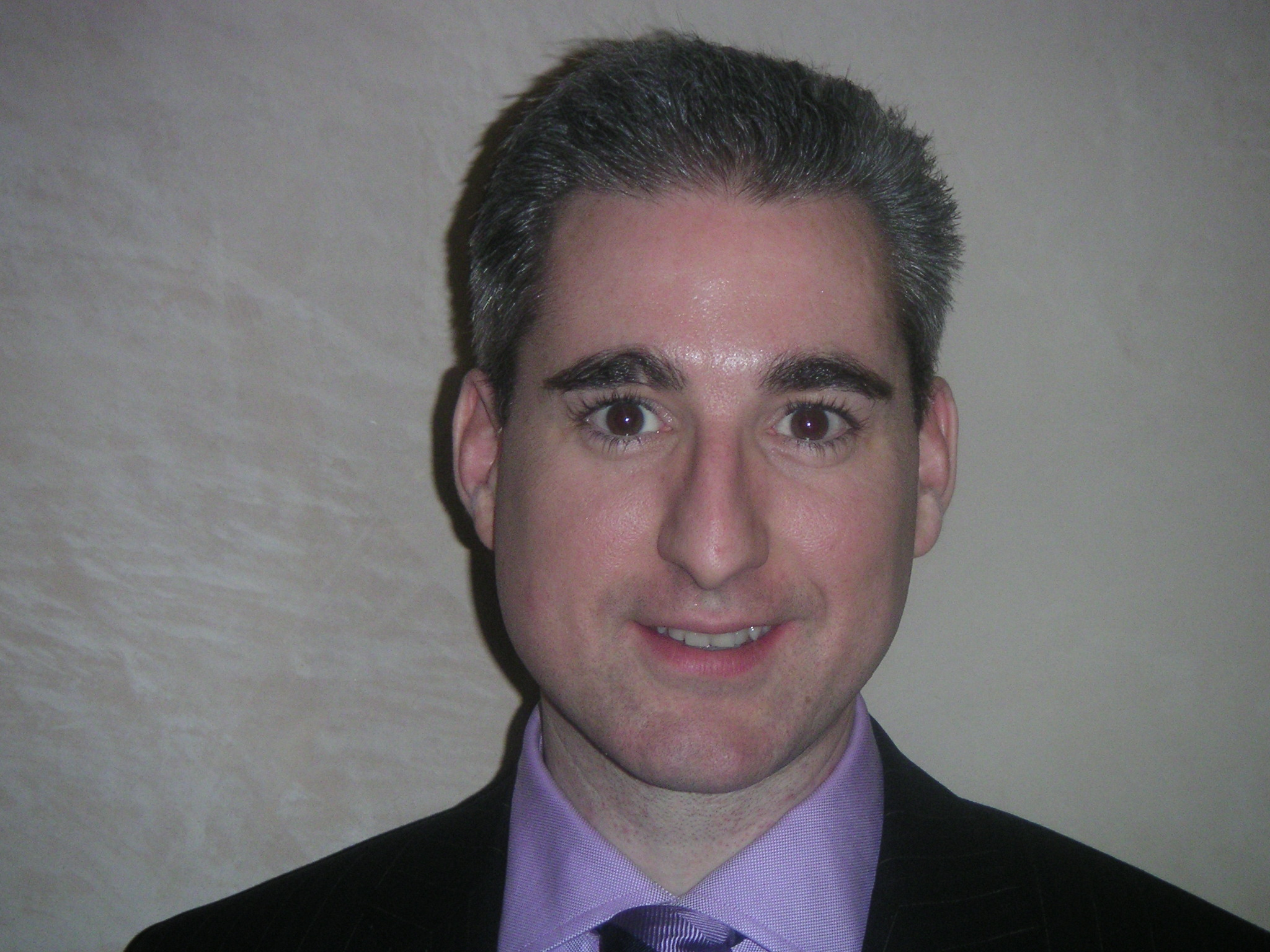
Greg Mulholland, november 2007

Greg Mulholland, född 31 augusti 1970, är en brittisk parlamentsledamot för Liberaldemokraterna. Han bor i Hyde Park, Leeds och representerar valkretsen Leeds North West sedan valet 2005. Han blev invald i Leeds stadsfullmäktige 2003.